# Jacquetta af Luxemburg, grevinde Rivers
Jacquetta af Luxemburg, grevinde Rivers (født 1415/1416 – død 30. maj 1472) var den ældste datter af Peter 1. af Luxemburg, greve af Saint-Pol og Brienne og hans gemalinde Margarete af Baux (Margherita del Balzo af Andria).
Hun var en fransk adelsdame (og luxemburgsk prinsesse), der fik en fremtrædende, men ofte overset, rolle i Rosekrigene. Gennem sit kortvarige første ægteskab med Johan af Lancaster, hertug af Bedford, (bror til kong Henrik 5. af England), blev hun tæt allieret med Huset Lancaster.
Senere skiftede hun og hendes anden mand Richard Woodville side. I resten af deres liv støttede de Huset York. Tre års efter Edvard 4. af England tiltrædelse som konge giftede Jacquettas ældste datter Elizabeth Woodville sig med Edvard 4., og Elizabeth blev dronning af England (Queen consort of England). Gennem dem blev Jacquetta mormor til den engelske dronning Elizabeth af York (gift med kong Henrik 7. af England) og oldemor til kong Henrik 8. af England.
Jacquetta blev stammoder til alle engelske (senere britiske) konger og regerende dronninger siden 1509.
Jacquetta og Richard Woodville fik 14 børn.
Som gammel blev Jacquetta anklaget for hekseri i 1470 og igen efter sin død (dvs. i 1484). Hun blev frikendt begge gange.